# Baie de Médée
La baie de Médée, (en anglais : Médée Bay) est une baie naturelle située sur la côte nord de l'île de Terre-Neuve dans la province canadienne de Terre-Neuve-et-Labrador.

## Géographie
La baie de Médée est une baie située sur la côte nord de l'île de Terre-Neuve à l'ouest de l'île Quirpon. Elle s'ouvre largement sur le golfe du Saint-Laurent. La localité de L'Anse aux Meadows et du site archéologique sont situés à côté de cette baie.

## Histoire
Les Amérindiens de la Nation Béothuk vivaient autour de cette baie, bien avant l'arrivée des Européens. 
Le site fut abordé, vers l'an 1000 par les Vikings naviguant vers le Vinland.
Le site maintenant connu sous le nom de L'Anse aux Meadows a d'abord été nommé sous le nom de "L'Anse à la Médée" sur une carte marine française datant de 1862. Le toponyme faisait probablement référence à un vaisseau nommé d'après la figure mythologique grecque de Médée, ce qui était un nom typique pour les navires de haute mer à l'époque.  La crique faisant face au village moderne de L'Anse aux Meadows porte toujours le nom de baie de Médée. 
Le toponyme du village lui-même de "L'Anse aux Meadows" n'est pas précis. "Parcs Canada", qui gère le site, affirme que le nom actuel a été anglicisé à partir de "Anse à la Médée" par des colons anglophones qui se sont installés dans cette région. Une autre possibilité est que "L'Anse aux Meadows" est une anglicisation de la désignation française de L'Anse aux Méduses. Le passage de "Méduses" à "Meadows" (en français : prairie) pouvant désigner ce lieu de paysage ouvert avec des prairies.